# Gonzalo García-García
Gonzalo García-García (født d. 13. oktober 1983 i Montevideo, Uruguay) er en spansk fodboldspiller. Han spiller i øjeblikket for hollandske SC Heerenveen. Han er 185 cm høj.
Gonzalo, som han bliver kaldt i Heerenveen blev født i Uruguay, men flyttede i en tidlig alder til Spanien, hvor han fik et spansk pas. Han blev et stort talent inden for fodbold, og derfor hentede 'giganten' Real Madrid ham til klubben i Madrid. Han debuterede aldrig for klubbens 1.e hold. Han blev derfor, i sæsonen 2003/2004 udlejet til UD Mérida. Sæsonen efter spillede han for Palencia.
Først i 2005 fik han sit store gennembrud, da han skiftede til AGOVV Apeldoorn som spillede i Eerste Divisie i Holland. Det var træneren for AGOVV Apeldoorn, Stanley Menzo, der hentede ham til klubben. Efter en uge, hvor han skulle overbevise Menzo blev det til en kontrakt i klubben fra Apeldoorn. Siden da blev han den der spillede flottest fodbold i Eerste Divisie, og han var fast støtte for klubben.
I Spanien spillede han i øvrigt med spillernavnet 'Recoba', for at undgå forvirring med stjernespilleren for Internazionale, Alvaro Recoba, blev han i Apeldoorn bare kaldt for Gonzalo.